# Ligne de la Betuwe
La ligne de la Betuwe, dite Betuweroute, est une ligne ferroviaire néerlandaise longue de 160 km,  affectée au transport de marchandises. Elle relie le port de Rotterdam à la frontière allemande. Elle doit son nom à la région de la Betuwe qu'elle traverse.

## Histoire
Sa mise en service a eu lieu le 16 juin 2007. Le coût du projet fut estimé à environ 5 milliards d'euros.

## Caractéristiques

### Tracé
Par rapport à l'itinéraire ferroviaire existant entre Barendrecht et Elst, les principales déviations sont les suivantes : nord de Zwijndrecht et Papendrecht ; nord de Gorinchem et sud de Leerdam et nord de Tiel. À partir du sud d'Elst, elle se dirige tout droit vers Zevenaar.

### Électrification
Cette ligne est composée de deux voies électrifiées. Elle est électrifiée en courant alternatif 25 kV 50 Hz et est équipée du nouveau système de signalisation européen ETCS (European Train Control System). 
Le choix du type de courant a fait l'objet d'un long débat. Comme la ligne doit être reliée au système ferroviaire allemand, il aurait été assez logique d'adopter le courant alternatif 15 kV / 16 2/3 Hz utilisé par le réseau allemand. Toutefois, le choix pouvait aussi porter sur le courant standard des chemins de fer néerlandais (1 500 V continu) ou sur le courant industriel 25 kV 50 Hz, utilisé en France notamment, mieux adapté aux fortes puissances requises et dont la généralisation sur le réseau néerlandais a d'ailleurs été étudiée. C'est ce dernier qui a été retenu.
Ce choix imposera de fortes contraintes aux compagnies exploitantes, qui sont d'une part Railion Nederland, filiale de la Deutsche Bahn et les nouveaux entrants, tels que ERS, Rail4Chem ou HGK, car ils devront disposer de machines tricourant pour pouvoir passer à l'électrification. Or, hormis Railion, les nouveaux concurrents privés sont équipés de locomotives thermiques (Diesel). Les machines utilisées devront également être équipées du système ETCS pour être compatibles avec l'équipement de la ligne.

### Communes traversées
La ligne traverse les communes suivantes : Alblasserdam, Barendrecht, Buren, Duiven, Gorinchem,  Hardinxveld-Giessendam, Hendrik-Ido-Ambacht, Lingewaard, Molenlanden, Neder-Betuwe, Nijmegen, Overbetuwe, Papendrecht, Rotterdam, Sliedrecht, Tiel, West Betuwe, Zevenaar et Zwijndrecht.

## Exploitation
L'exploitation de la ligne de la Betuwe est assurée par une nouvelle société, BREM (BetuweRoute Exploitatie Maatschappij), dont le capital sera détenu par ProRail, le gestionnaire du réseau ferroviaire des Pays-Bas, à hauteur de 50 % et par les ports de Rotterdam (35 %) et d'Amsterdam (15 %). Les ports envisagent de réduire par la suite leurs parts respectives à 5 % afin de permettre l'entrée de nouveaux partenaires commerciaux.

## Galerie de photographies

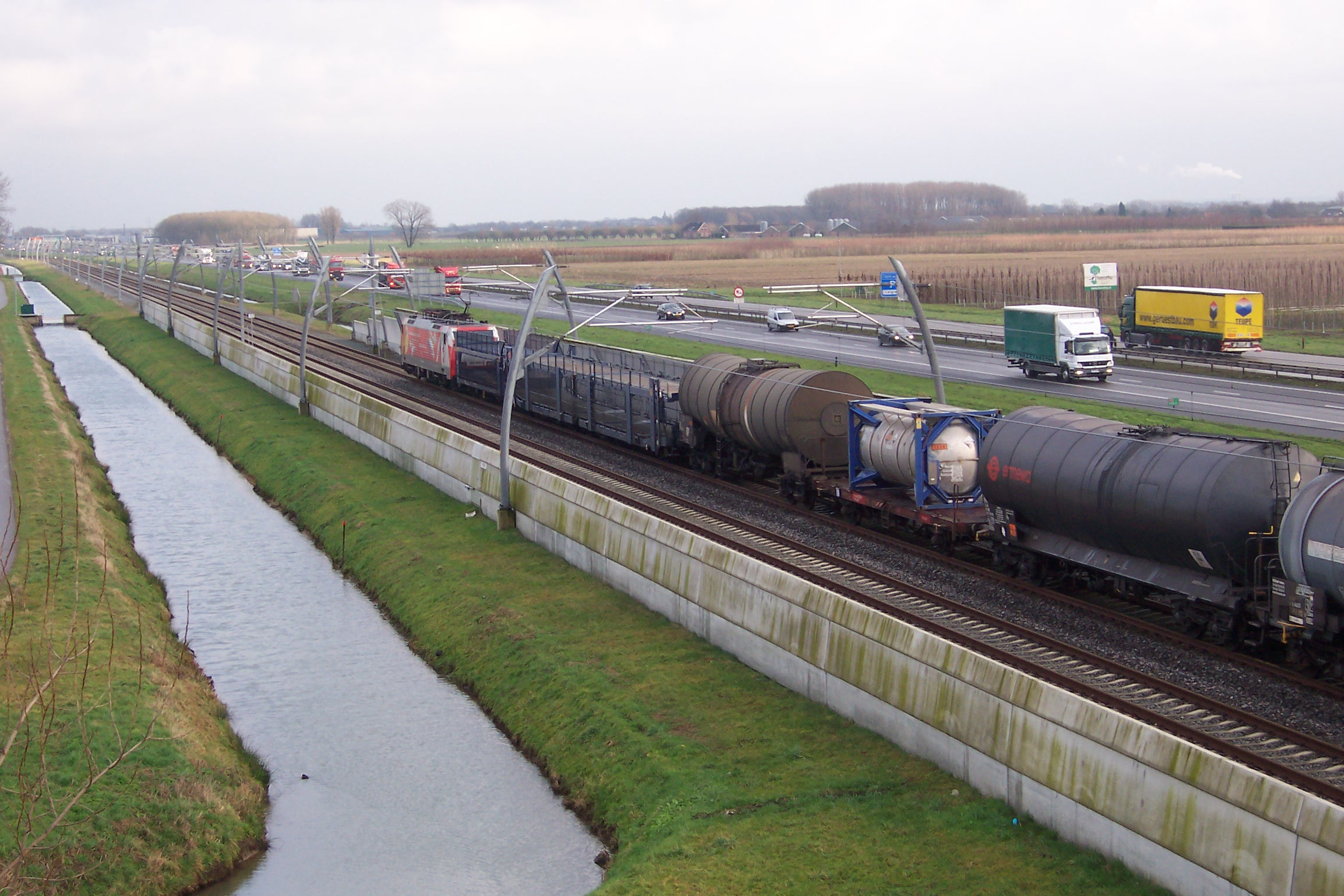
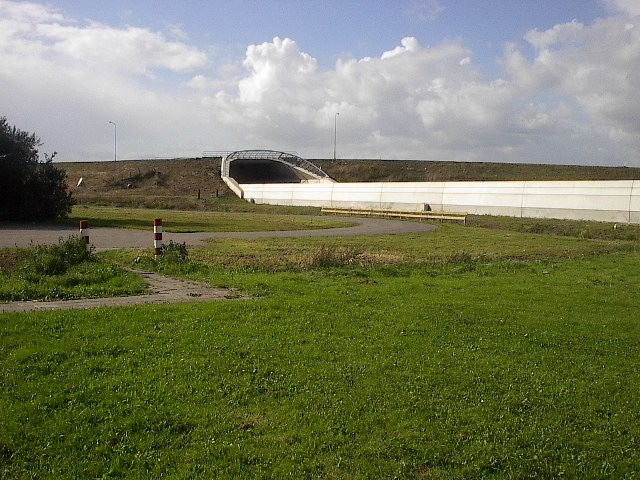
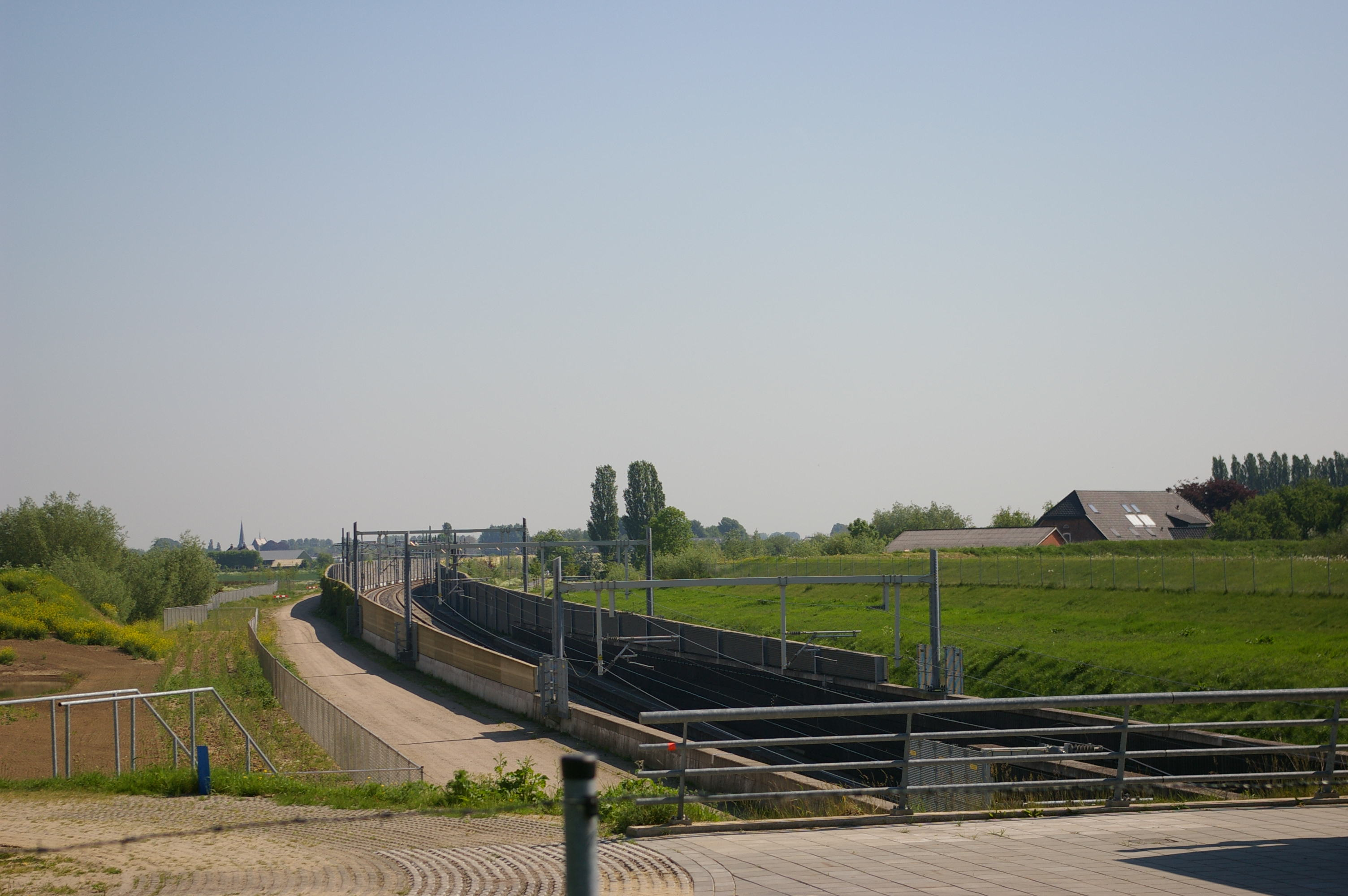
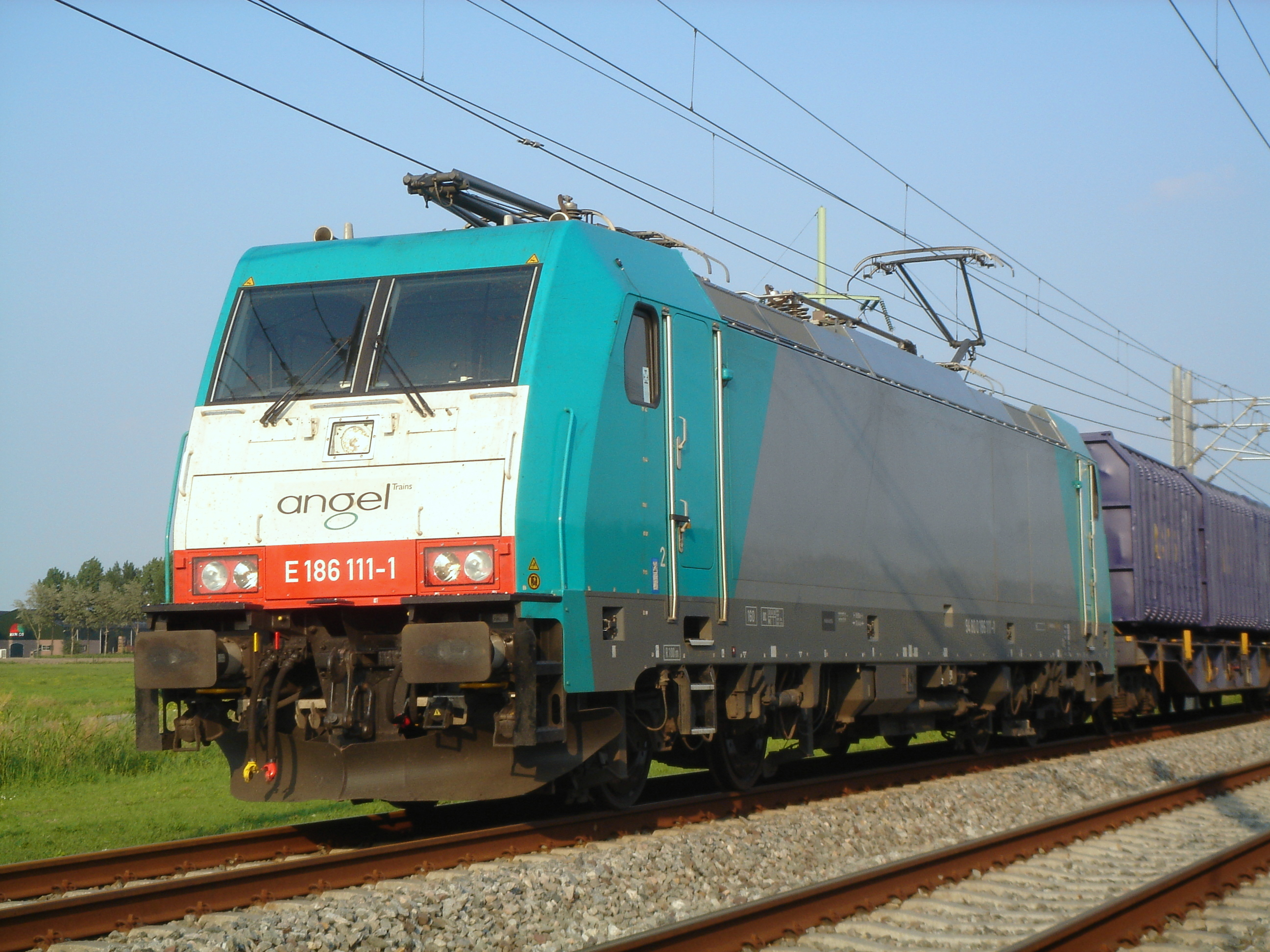